# ジョーン・バエズ
ジョーン・バエズ（英: Joan Baez、1941年1月9日 - ）は、アメリカ合衆国のシンガーソングライター。
フォークロックの草創期から、今なお活動し続けている女性音楽アーティストの第一人者。キャリアは60年にも及び、フォーク界に多大な足跡を残した。2017年、『ロックの殿堂』入り。
名前は「バイズ [baɪz]」もしくは「バイエズ [baɪɛz] 」と表記する方が近い。

## 来歴
ニューヨーク州のスタテン島にてメキシコ系の家に生まれる。彼女の一家は、クエーカー教徒であった。父親のアルバートは物理学者であり、軍需産業への協力を拒否し、それはジョーンの1960年代から現在まで続く公民権運動と反戦活動へ影響を及ぼした。妹のミミ・ファリーニャ（Mimi Fariña、1945年4月30日 - 2001年7月19日）もフォーク歌手であった。
歌手としての経歴は、1959年のニューポート・フォーク・フェスティバルから始まった。1960年10月、ファースト・アルバム『ジョーン・バエズ』をヴァンガード・レコードから発売。同作は「ドナドナ」「朝日のあたる家」などトラディショナルのフォーク・バラード、ブルースと哀歌が、彼女自身のギターによって演奏されたものであった。
1961年9月発売の『ジョーン・バエズ 第2集（Joan Baez, Vol. 2）』はゴールド・アルバムとなり、翌年リリースされた『イン・コンサート』も同じくゴールド・アルバムを獲得した。バエズは、1960年代初頭から中期に掛けて、アメリカにおけるルーツ・リバイバルの先頭に立ち、自らの聴衆に対し、ブレイク前のボブ・ディランを紹介し、また多くのアーティストは彼女を模倣した。
1967年1月11日、初来日。同月13日から日本ツアーを開始した。コンサートではニッポン放送の高崎一郎が司会通訳を務めた。当時の週刊誌は、米国のCIAから圧力がかかり、高崎が意識的な誤訳を強要された疑いがあると報じた。2月1日の東京厚生年金ホールの公演の音源が1973年に『ジョーン・バエズ・ライブ・イン・ジャパン』として発売されている。1973年に7年ぶりに再来日した際、「ニクソンはウォーターゲート事件から何の教訓も得ていない」「ベトナムには、まだ本当の休戦は実現していない」「中東戦争は自分の正当性に目が眩んだがために戦い」などと政治的発言を繰り返した。前回来日時の高崎の件に関しては「恨んではいません。私にとってCIAは、既に私の人生の一部です」などと述べた。
1968年12月、ディランの作品のみを歌った2枚組のアルバム『Any Day Now』を発表。シングルカットされた「ラヴ・イズ・ジャスト・ア・フォー・レター・ワード」はバエズのコンサートの定番曲のひとつとなった。
1969年、ウッドストック・フェスティバルに出演。
2010年3月、スペイン政府より芸術文学の勲章を受勲し、Excelentisima Señoraの称号を得る。
2017年、『ロックの殿堂』入りを果たす。
2018年、10年ぶりのアルバム『Whistle Down the Wind』をリリース。この作品と、それに伴うワールドツアーが最後になると明言し、第一線からの引退を表明した。
2021年デヴィッド・クロスビーのアルバム、『フォー・フリー』のアルバムジャケットのアートワークを担当。

## ギャラリー

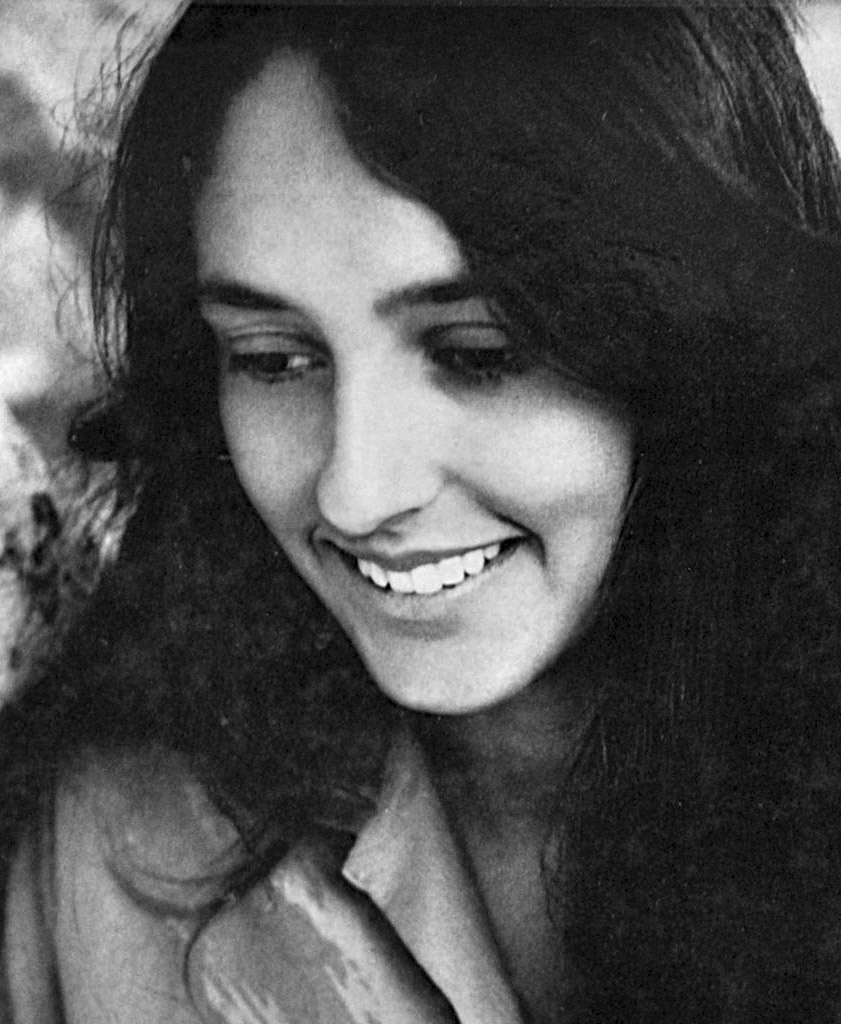
1963年
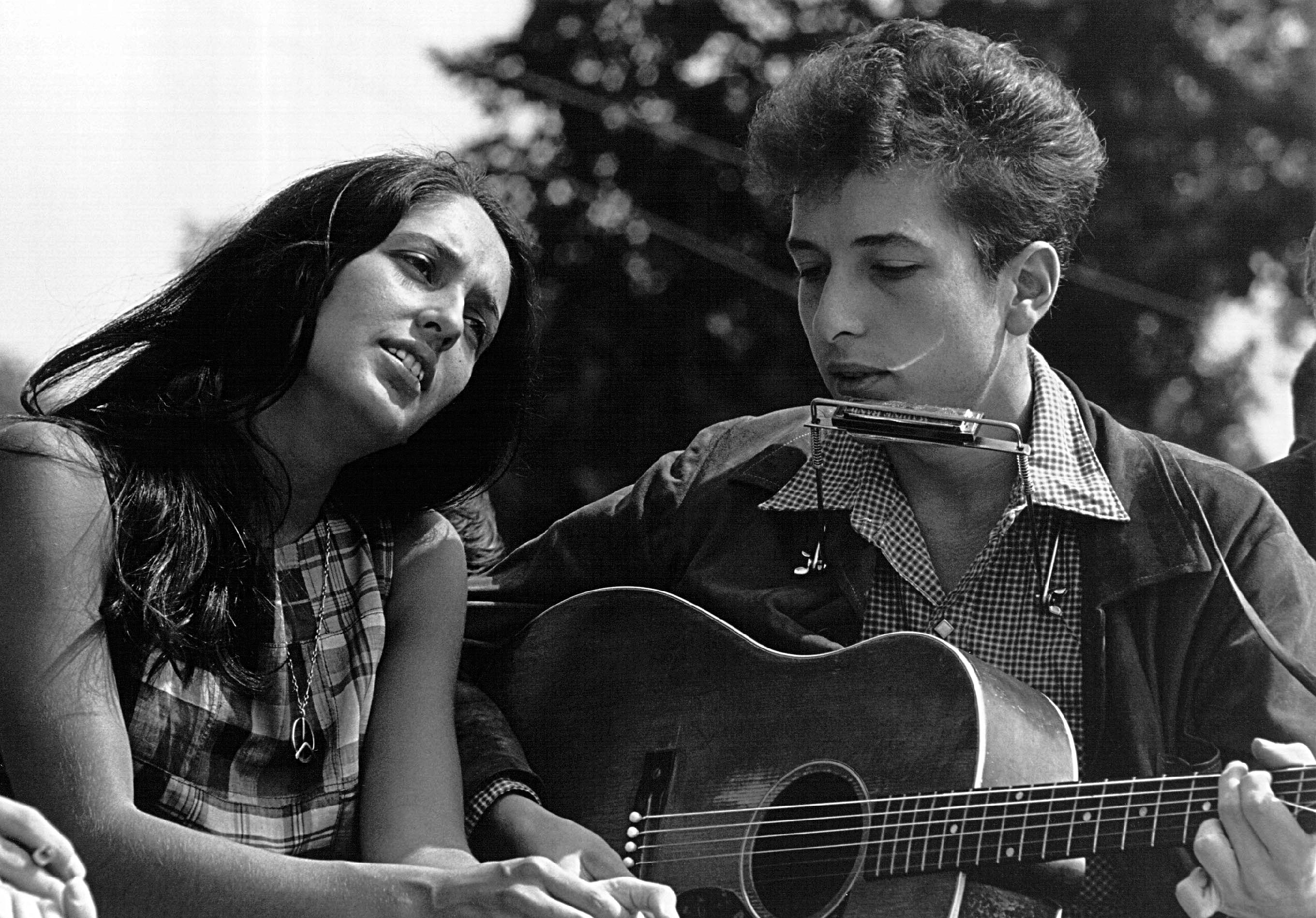
ボブ・ディランと共演 (1963年)
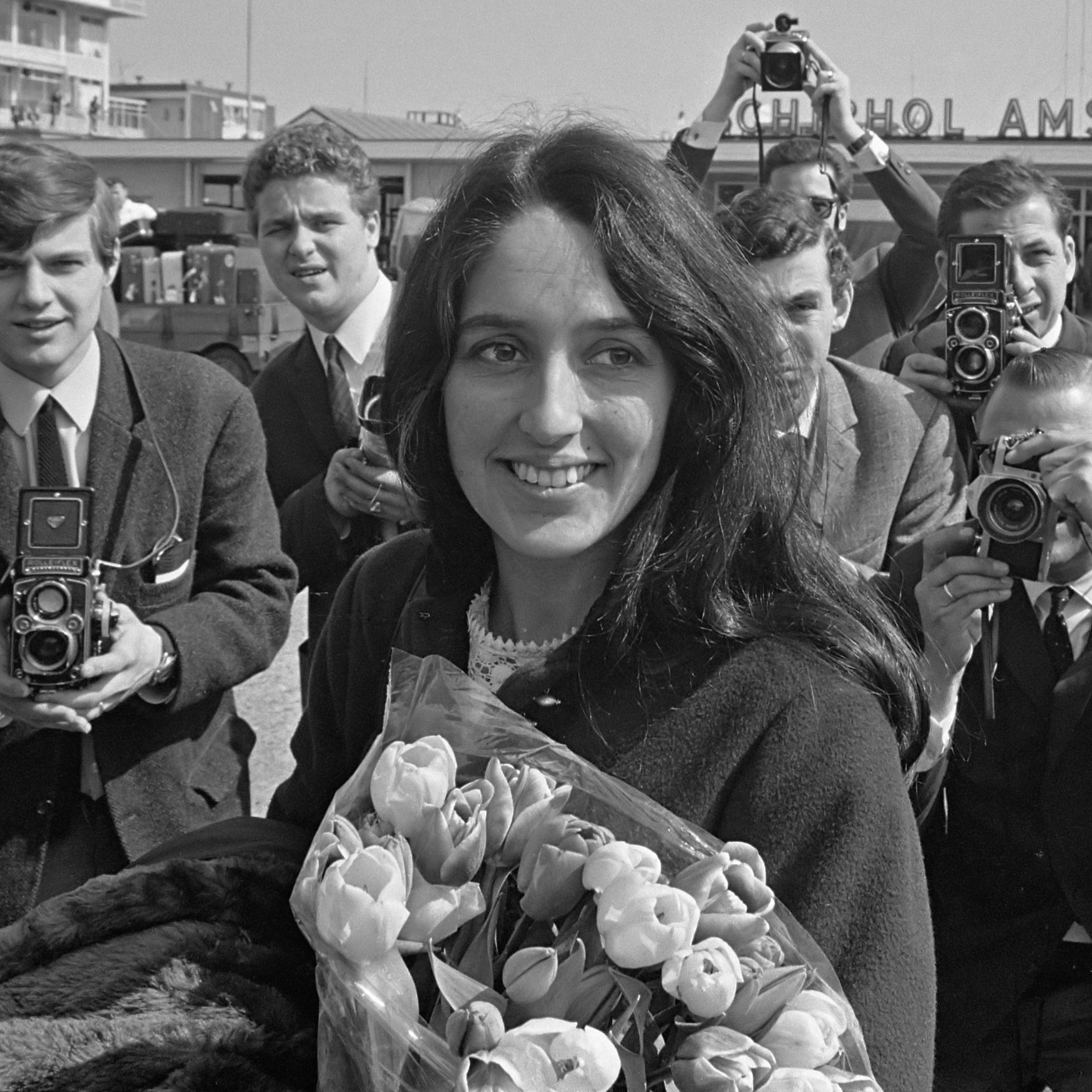
オランダ・スキポール空港にて (1966年)
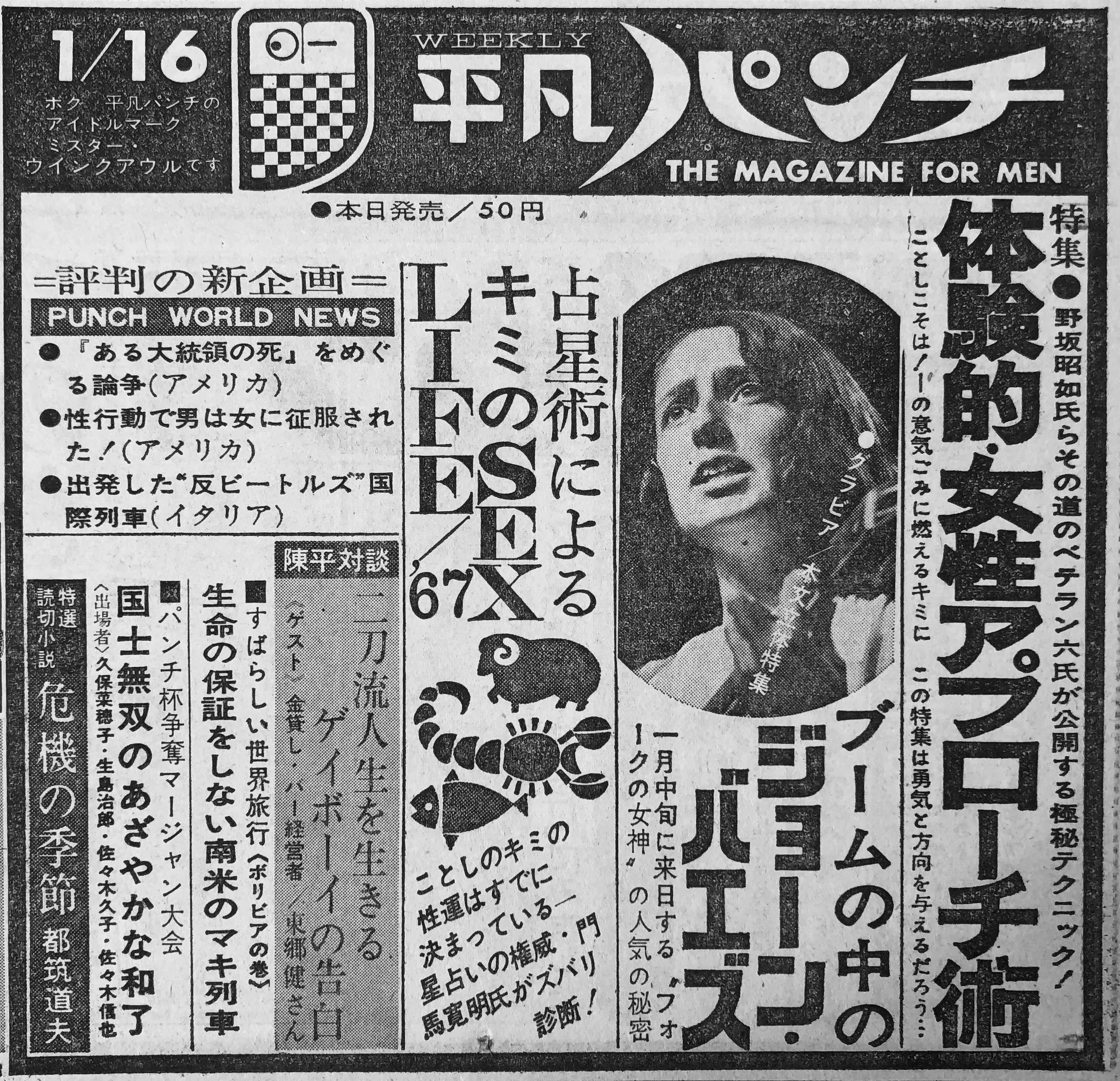
初来日公演を取り上げた記事（『平凡パンチ』1967年1月16日号）
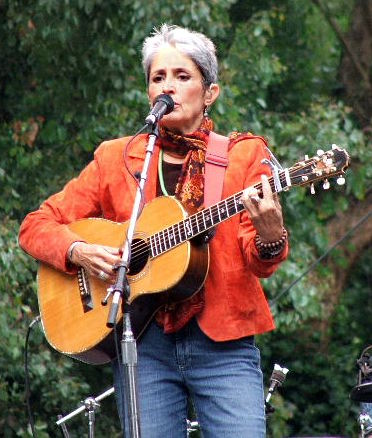
USA・サンフランシスコ公演 (2005年)
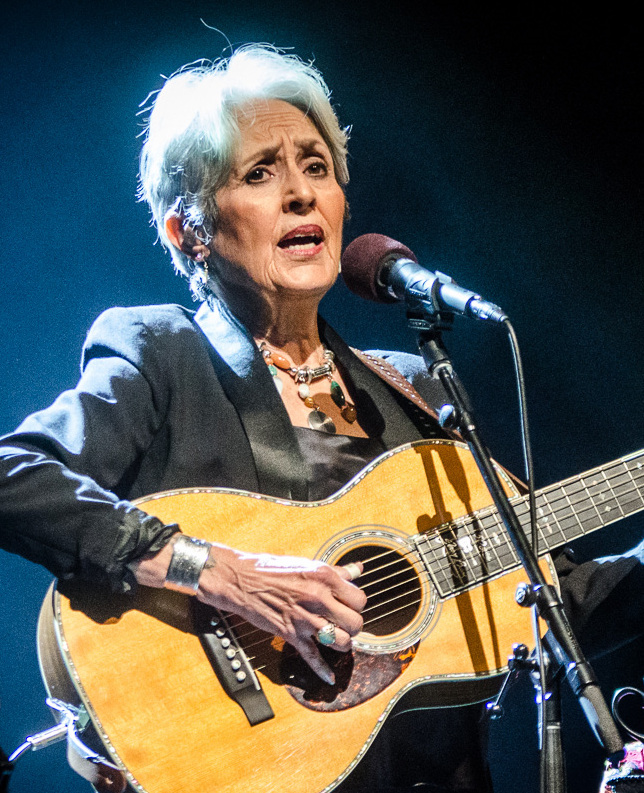
USA・ニューヨーク公演（2016年3月）

## ディスコグラフィ

### スタジオ・アルバム
- 『ジョーン・バエズ』 - Joan Baez (1960年、Vanguard) ※旧邦題『ジョーン・バエズ・ファースト』
- 『ジョーン・バエズ 第2集』 - Joan Baez, Vol. 2 (1961年、Vanguard)
- 『5』 - Joan Baez/5 (1964年、Vanguard)
- 『フェアウェル・アンジェリーナ』 - Farewell, Angelina (1965年、Vanguard)
- 『ノエル』 - Noël (1966年、Vanguard)
- 『ジョーン』 - Joan (1967年、Vanguard)
- 『バプティズム - われらの時代の旅』 - Baptism: A Journey Through Our Time (1968年、Vanguard)
- 『ボブ・ディランを歌う』 - Any Day Now (1968年、Vanguard)
- 『獄中の夫に捧ぐ』 - David's Album (1969年、Vanguard)
- 『自由と平和と』 - One Day at a Time (1970年、Vanguard)
- 『心、愛、祈り』 - Blessed Are... (1971年、Vanguard)
- 『カム・フロム・ザ・シャドーズ - バングラデシュの歌』 - Come from the Shadows (1972年、A&M)
- 『戦争が終ったとき』 - Where Are You Now, My Son? (1973年、A&M)
- 『ここに人生が』 - Gracias a la Vida (1974年、A&M)
- 『ダイアモンド・アンド・ラスト』 - Diamonds & Rust (1975年、A&M)
- 『ガルフ・ウィンズ』 - Gulf Winds (1976年、A&M)
- 『風まかせ』 - Blowin' Away (1977年、CBS)
- Honest Lullaby (1979年、CBS)
- 『リーセントリー』 - Recently (1987年、Gold Castle)
- 『スピーキング・オブ・ドリームス』 - Speaking of Dreams (1989年、Gold Castle)
- 『プレイ・ミー・バックワーズ』 - Play Me Backwards (1992年、Virgin)
- Gone from Danger (1997年、Guardian)
- Dark Chords on a Big Guitar (2003年、Koch)
- Day After Tomorrow (2008年、Proper)
- Whistle Down the Wind (2018年、Proper)

### ライブ・アルバム
- 『イン・コンサート』 - Joan Baez in Concert (1962年、Vanguard)
- 『イン・コンサート・パート2』 - Joan Baez in Concert, Part 2 (1963年、Vanguard)
- Joan Baez in San Francisco (1964年、Fantasy)
- 『ライヴ!!』 - Joan Baez In Italy (1969年、Vanguard)
- 『ライヴ・イン・ジャパン』 - Live in Japan (1973年、Vanguard)
- 『ジョーン・バエズ・イン・コンサート』 - From Every Stage (1976年、A&M)
- European Tour (1980年、CBS)
- Live Europe '83 (1984年、Gamma)
- Diamonds & Rust in the Bullring (1988年、Gold Castle)
- Ring Them Bells (1995年、Guardian)
- 『ライヴ・アット・ニューポート1963-1965』 - Live at Newport (1996年、Vanguard)
- Bowery Songs (2005年、Proper)
- Ring Them Bells (2007年、Proper)
- Diamantes (2015年、Proper)
- 75th Birthday Celebration (2016年、Razor & Tie)
- Live At Woodstock (2019年、Craft Recordings)

### サウンドトラック・アルバム
- 『死刑台のメロディ』 - Sacco & Vanzetti (1971年、RCA Victor) ※映画『死刑台のメロディ』サウンドトラック
- 『心の旅』 - Carry It On (1971年、Vanguard) ※映画『ジョーン・バエズ 心の旅』サウンドトラック
- Silent Running (1972年、Decca) ※映画『サイレント・ランニング』サウンドトラック
- How Sweet the Sound (2009年、Razor & Tie)

## 著作
- Daybreak: An Intimate Journal. New York, Dial Press, 1968.
  - 『夜明け』小林宏明訳、立風書房、1973年
- And a Voice to Sing With: A Memoir. New York City, Summit Books, 1987. 
  - 『ジョーン・バエズ自伝　we shall overcome』矢沢寛・佐藤ひろみ訳、晶文社、1992年。ISBN 9784794960719